# Retskrivningsloven
Lov om dansk retskrivning, også kaldet Retskrivningsloven, er en dansk lov, der bemyndiger Dansk Sprognævn til at fastsætte regler for dansk retskrivning.
Loven, nr. 332 af 14/05/1997, blev vedtaget af Folketinget 30. april 1997 med 105 stemmer mod 4. Enhedslisten var eneste parti, der stemte imod. Loven blev efterfølgende underskrevet af Dronning Margrethe 2. og undervisningsminister Ole Vig Jensen 14. maj 1997 og trådte i kraft 1. august 1997.
Loven ophævede ved sin ikrafttræden fire ældre bekendtgørelser (og tre ændringsbekendtgørelser til disse).

## Gennemgang af loven
§ 1 bestemmer, at dansk retskrivning fastlægges af Dansk Sprognævn og offentliggøres i Retskrivningsordbogen og under følgelse af lov om Dansk Sprognævn.
§ 2 bestemmer hvem, der skal følge dansk retskrivning. Det skal ifølge stk. 1 "... alle dele af den offentlige forvaltning, af Folketinget og myndigheder med tilknytning til Folketinget samt af domstolene. Det samme gælder ikkeoffentlige uddannelsesinstitutioner, som modtager dækning af driftsomkostningerne på halvdelen eller mere, og private og selvejende skoler, hvor børn opfylder undervisningspligten." Undervisningsministeren kan dog fastsætte regler om undtagelse af visse skoler og andre uddannelsesinstitutioner. Ministeren kan endvidere fastsætte regler om, at en af flere mulige retskrivningsformer, skal foretrækkes i særlige sammenhænge.
Loven nævner ingen sanktionsmuligheder, hvis nogle af de forpligtede ikke følger dansk retskrivning. I praksis har det dog betydning for skoleelevers karakterer, hvis de ikke gør.
Private borgere, foreninger og virksomheder, der ikke udøver uddannelsesvirksomhed, er ikke forpligtet af loven og kan derfor frit benytte andre former for retskrivning bevidst eller ubevidst.
§ 3 bestemmer lovens ikrafttræden og ophævelsen af fire ældre bekendtgørelser som nævnt ovenfor.
§ 4 bestemmer, at loven ikke gælder for Færøerne og Grønland. 
Dansk er disse steder andetsprog, og hovedsprogene er henholdsvis færøsk og grønlandsk.